# Alexander Leandersson
Alexander Leandersson, född 24 juni 1997 i Karlskoga, är en svensk professionell ishockeyspelare. Han spelar för närvarande i Färjestad BK.
Leandersson har Bofors IK som moderklubb. Säsongen 2016/2017 spelade han 5 SHL-matcher för Färjestad BK.